# Jaʿfar al-Kalbī
Ja'far al-Kalbī, appelé Ja'far I cinquième émir de la dynastie Kalbite qui régna sur la Sicile de 983 à 985 .

## Biographie
Appartenant à la dynastie islamique chiite - ismaélienne des Kalbites de Sicile , régnant sur l' Émirat indépendant de Sicile , il était le successeur de son cousin Jābir al-Kalbī qui fut déposé par une conspiration.
Peu d’informations historiques nous parviennent sur la vie de cet émir. On sait seulement qu'il était un courtisan qui aimait l'étude et que son règne court fut calme et paisible. Il mourut probablement en 985 et fut remplacé par son frère ʿAbd Allāh al-Kalbī .